# Internierungslager Illmau

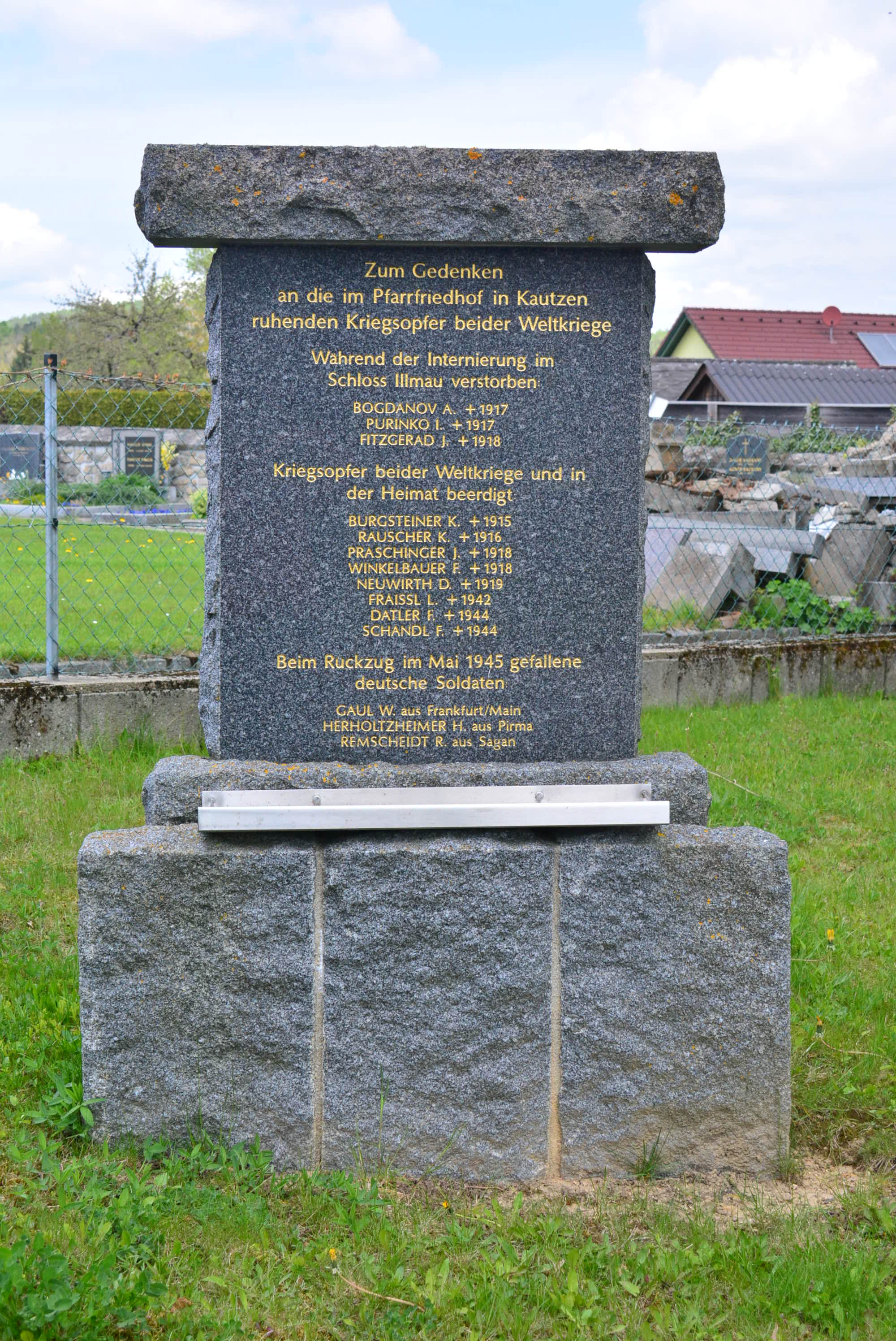
Gedenkstein beim Friedhof von Kautzen

Das Internierungslager Illmau in Illmau im Waldviertel war zwischen 1914 und 1917 ein Gefangenenlager für Bürger aus Staaten, die sich im Zuge des Ersten Weltkrieges mit Österreich-Ungarn im Kriegszustand befanden. Aber auch Staatsbürger der Donaumonarchie wurden hier interniert, falls sie der freundschaftlichen Gesinnung mit einem Feindstaat verdächtigt wurden.
Am 1. Oktober 1914 wurden wegen Überfüllung des Internierungslagers Drosendorf 150 Russen und Serben in das zu diesem Zeitpunkt leer stehende Schloss Illmau bei Kautzen des Grafen Grünne verlegt, nachdem es von der Bezirkshauptmannschaft Waidhofen an der Thaya laut Kriegsleistungsgesetz angefordert worden war.
Die hier internierten Personen, die für den Straßenbau und Holzarbeiten eingesetzt wurden, stufte der Bezirkshauptmann von Waidhofen an der Thaya, Alexander Ritter Bosizio von Thurnberg und Jungenegg, als das schlechteste Material aller Lager ein.
Im Frühjahr 1915 wurde eine Isolierbaracke mit einer Kapazität von 10 Personen errichtet, um eventuelle Epidemien im Lager und ein Übergreifen auf die Zivilbevölkerung zu verhindern.
Im November 1915 wurde das Lager vollständig geräumt und als Familienstation adaptiert. Für Kinder gab es ein eigenes Schulzimmer im Schloss. Am 1. Jänner 1916 wurde das Lager mit 163 Personen belegt, die hauptsächlich aus dem polnisch-russischen Grenzgebiet stammten.
Im Juli 1917 wurden aufgrund einer Anweisung des Kriegsüberwachungsamts, einige der Internierungslager im Bezirk Waidhofen an der Thaya zu schließen, die hier internierten Personen in andere Lager verlegt. Das ehemalige Internierungslager wurde an die Österreichische Flüchtlingsfürsorge übergeben. 20 bis 30 russische Zivilgefangene blieben als Arbeiter im Lager zurück.